# Aramasde
Aramasde (em armênio: Արամազդ; romaniz.: Aramazd) era o deus principal e criador na versão armênia do zoroastrismo.  A divindade e seu nome foram derivados de Aúra-Masda após a conquista meda da Armênia no século VI a.C.. Era considerado um deus generoso da fertilidade, chuva e abundância, bem como o pai dos outros deuses. Como Aúra-Masda, raramente aparece com uma esposa, embora às vezes fosse descrito como marido de Anaíte ou Espandaramete.

## Nome
A fusão das duas palavras de Aúra-Masda aparece pela primeira vez na seção persa antiga da inscrição de Beistum, esculpida pelo xainxá aquemênida Dario I (r. 522–486 a.C.), que se refere à divindade como Auramasda (Auramazdāha). Documentos avésticos continuaram a escrever o nome com duas palavras, uma forma que pode ter sido aceita na Armênia. Aramasda / Aramasde é a forma parta de Aúra-Masda, que também foi registrada no século I a.C. em grego como Aramasdes (Ἀραμάσδης, Aramásdēs).

## História
O momento que o culto de Aramasde iniciou é incerto, mas especula-se que possa ter surgido após a conquista meda do planalto Armênio no século VI a.C., dada sua relação com Aúra-Masda. Aramasde, Mir, Anaíte, Vaagênio e Tir eram as divindades dominantes do panteão armênio. Mais tarde, foram feitas tentativas de reformar o panteão, incluindo possivelmente reduzi-lo para compreender três divindades principais: Aramasde, Anaíte e Vaagênio. Armen Petrosyan argumentou que, uma vez que a grafia parta (Aramasde) prevaleceu como o nome pelo qual o deus ficou conhecido nas fontes armênias tardias, é possível que o panteão armênio tenha sido organizado entre os séculos II-I a.C., pelos artaxíadas, com base no culto arsácida da época. O principal santuário de Aramasde estava localizado em Ani de Daranália (atual Quemaque), na Alta Armênia. Admitindo que Ani seja o local da antiga cidade de Cumaca (Kummaha), cujo nome tem paralelos com outros centros hurro-urartitas e hititas com conhecidos cultos ao deus do trovão Tessube, é possível que Ani abrigasse o culto de alguma variante local de Tessube, que mais tarde foi associado a Aramasde. Outros santuários estavam localizados em Bagauna, que ficava perto da sede do poder na planície de Ararate, em Alzeque, no sopé do monte Aragats, e Anzevácia, na Vaspuracânia, onde era cultuado ao lado de Astlique.
No zoroastrismo, Aúra-Masda é considerado o criador de riqueza e, portanto, os armênios admiravam Aramasde como o doador de parart-utiwn (uma palavra emprestada do iraniano, que significa "gordura, abundância"). Foi assumido como um deus dos trovões, criador do céu e da terra (ararič‘ erkni ew erkri) e pai de todos os deuses, incluindo Anaíte, Mir e Nane. Armen Petrosyan propôs que Aramasde também deve ter sido considerado como pai dos reis arsácidas, cuja necrópole estava em Ani e cujos dinastas juntar-se-iam a ele após morrerem. Como Aúra-Masda, raramente aparece com uma esposa, embora às vezes fosse descrito como marido de Anaíte ou Espandaramete. Enquanto casal, eram celebrados no Ano-Novo armênio (1 de Navassarde, ou seja, 11 de agosto) e nos dias subsequentes e seu culto tem paralelos com o de Tessube e sua esposa. No Ano-Novo, peregrinos viajavam para Ani e Bagauna para honrar Aramasde. Moisés de Corene atribuiu a fundação do altar em Bagauna ao "último Tigranes" e o estabelecimento do festival de Ano-Novo ao rei Valarsaces (século III a.C.), que são ilações do próprio Moisés. Após a cristianização da Armênia, foi instituído por Gregório, o Iluminador e Tiridates III (r. 298–330) uma celebração nesse dia para João Batista em Bagarana, uma das capitais do reino, em substituição da antiga tradição pagã.
Uma das características do zoroastrismo parta era que eles tinham estátuas de culto aos deuses, que os armênios imitavam. No Período Helenístico, estátuas gregas de Aramasde, Mir e Nane devem ter sido construídas nos santuários desses deuses na Alta Armênia, o que reforçava seus respectivos cultos, lhes dando roupagem helênica. No Monte Ninrode, o rei orôntida Antíoco I (r. 70–31 a.C.) erigiu estátuas monumentais dos deuses cultuados no Reino de Comagena, dentre elas de Zeus-Oromasdes, a forma helenizada do nome Aramasde/Aúra-Masda. O nome urartita de Comagena era Cumaca (Qumaha; em acadiano: Kummuhu), que consoa com o nome hitita da cidade que antecedeu Ani. Isso pode indicar que o país estava intimamente relacionado a Tessube e que Oromasdes, como Aramasde, tem relações com esse deus. Apesar disso, e embora o panteão comageno fosse, em essência, idêntico ao armênio, a forma como alguns teônimos de Comagena foram registrados reforça que sua tradição cúltica estava mais próxima ao dos deuses originais iranianos, como a relação Mitra-Apolo iraniana em detrimento da relação Mir-Hefesto armênia.

## Associação com outras divindades
Aramasde mescla muitas características distintas que provavelmente foram herdadas de vários outros deuses que serviram como protótipos para sua constituição como deus próprio, como, por exemplo, Tessube. Na tradição grega da obra de Agatângelo, Aramasde foi identificado com Zeus através da interpretatio Graeca e foi qualificado como "trovejante", segundo a tradição preservada por Moisés de Corene (II.86). Apesar disso, na tradição da mesma obra, alegou-se que o deus cultuado em Ani era Cronos, pai de Zeus, que de acordo com os mitos gregos foi aprisionado no Tártaro como consequência da titanomaquia. Essa associação incomum pode ter sido a tentativa do tradutor de enfatizar um dos aspectos de Zeus como um potencial rei do submundo, haja vista os deuses supremos serem capazes de governar as três partes do mundo (céu, terra e submundo) em paralelo.
De acordo com Moisés de Corene, Santa Nina, em sua busca para converter o Reino da Ibéria, destruiu a estátua de Aramasde em Misqueta. Essa menção pode revelar uma provável correlação desse deus com Armazi, se considerado que ambos possuem um aspecto de deus do trovão. Houve alguma discordância entre os estudiosos quanto à relação entre Aramasde, Amanor e Vanatur, mas a evidência indica mais fortemente que Vanatur ("Senhor do Vã") era um título à divindade principal e que Amanor era um substantivo comum referindo-se ao Ano-Novo e um título à divindade cuja celebração era realizada no Ano-Novo (Vanatur).